# Glicozidă

Salicina este o glicozidă derivată de la acid salicilic.

O glicozidă este un compus organic format prin condensarea a 2 componente: una de tip glucidic (mono -, dizaharidic de regulă glucoză sau oligozaharide ce au la bază glucoza) și alta de tip non-glucidic denumită aglicon. Cele două componente se unesc printr-o legătură glicozidică. Eliberarea agliconului are de obicei loc prin reacție de hidroliză enzimatică.

## Sinteza

### Glicozidarea Fischer
Are la bază reacția dintre o cetoză sau aldoză cu un alcool în mediu puternic acid de regulă clorotrimetilsilanul (TMS-Cl)

Iniţial zaharidul este neprotejat în mediul alcoolic.Are loc un proces de echilibru în urma căruia rezultă un amestec de izomeri ciclici, anomeri şi în procent mai mic forme aciclice

### Reacția Koenigs–Knorr
Reacția are loc între un derivat halogenat al unei oze cu un alcool în prezența carbonatului de argint

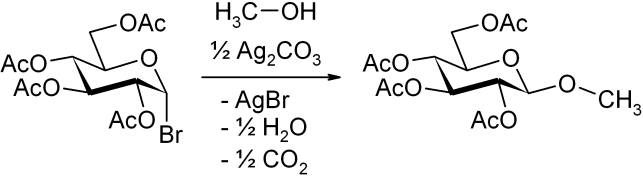
Koenigs.gif Carbonatul de argint poate fi înlocuit cu alte săruri ale unor metale grele: cianura de mercur,oxidul de mercur, bromura de mercur